# Meester van Pulkau
Meester van Pulkau (Duits: Meister des Pulkauer Altars, ook wel bekend als Meister der Vita-Historia en Meester van de Historia Frederici et Maximiliani) is de noodnaam voor een onbekend Oostenrijks kunstenaar uit het begin van de 16e eeuw. Zijn naam verwijst naar de vleugelpanelen van het hoofdaltaar in de Heilige Blutkapelle in Pulkau in Neder-Oostenrijk. Hij wordt geassocieerd met de Donau-school.
De genoemde panelen zijn geschilderd rond 1520 en bevatten taferelen uit de lijdensweg van Christus.
Andere werken die aan hem worden toegeschreven zijn het schilderij De onthoofding van de heilige Johannes de Doper uit 1510, dat zich bevindt in het Kunsthistorisches Museum Wien in Wenen en het uit omstreeks 1512 daterende Margaretha-altaarstuk dat zich bevindt in het klooster van Sankt Florian. 
De Meester van Pulkau wordt ook wel gezien als de maker van 46 pentekeningen in de 'Historia Frederici et Maximiliani' van Joseph Grunpeck (rond 1514/1516, Staatsarchiv, Wenen). Deze werken werden voorheen ook toegeschreven aan Albrecht Altdorfer.